# Giurgița (gmina)
Giurgița – gmina w Rumunii, w okręgu Dolj. Obejmuje miejscowości Curmătura, Filaret i Giurgița. W 2011 roku liczyła 2883 mieszkańców.